# Grafschaft Lingen

Die Grafschaft Lingen um 1560

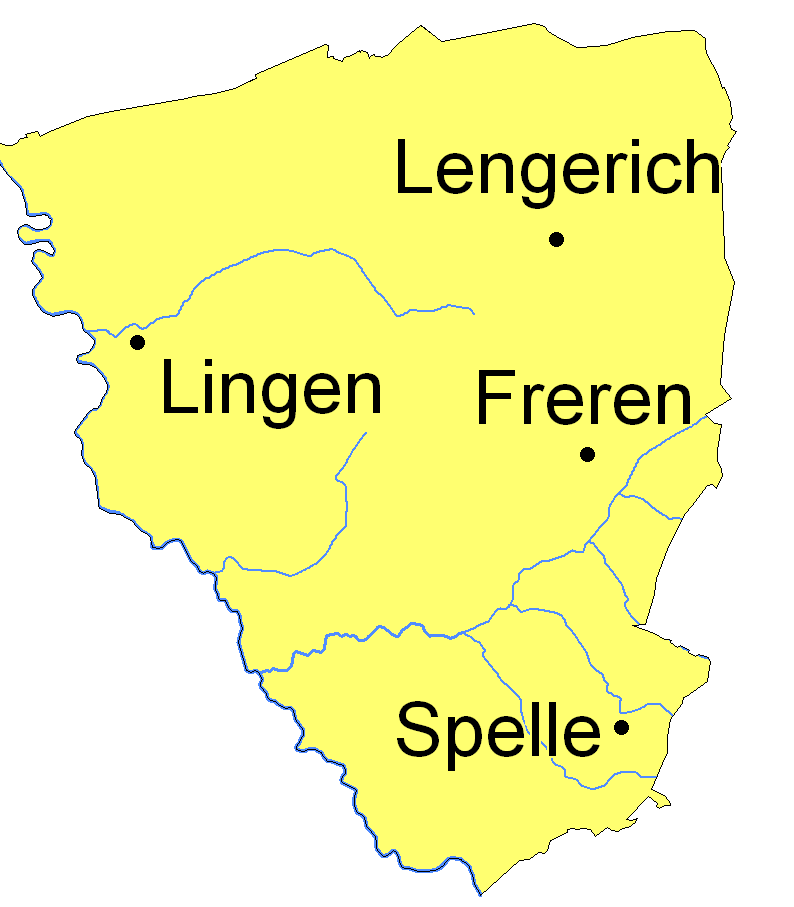
Die Niedergrafschaft Lingen nach der Teilung der Grafschaft Lingen

Wappen der Grafschaft Lingen

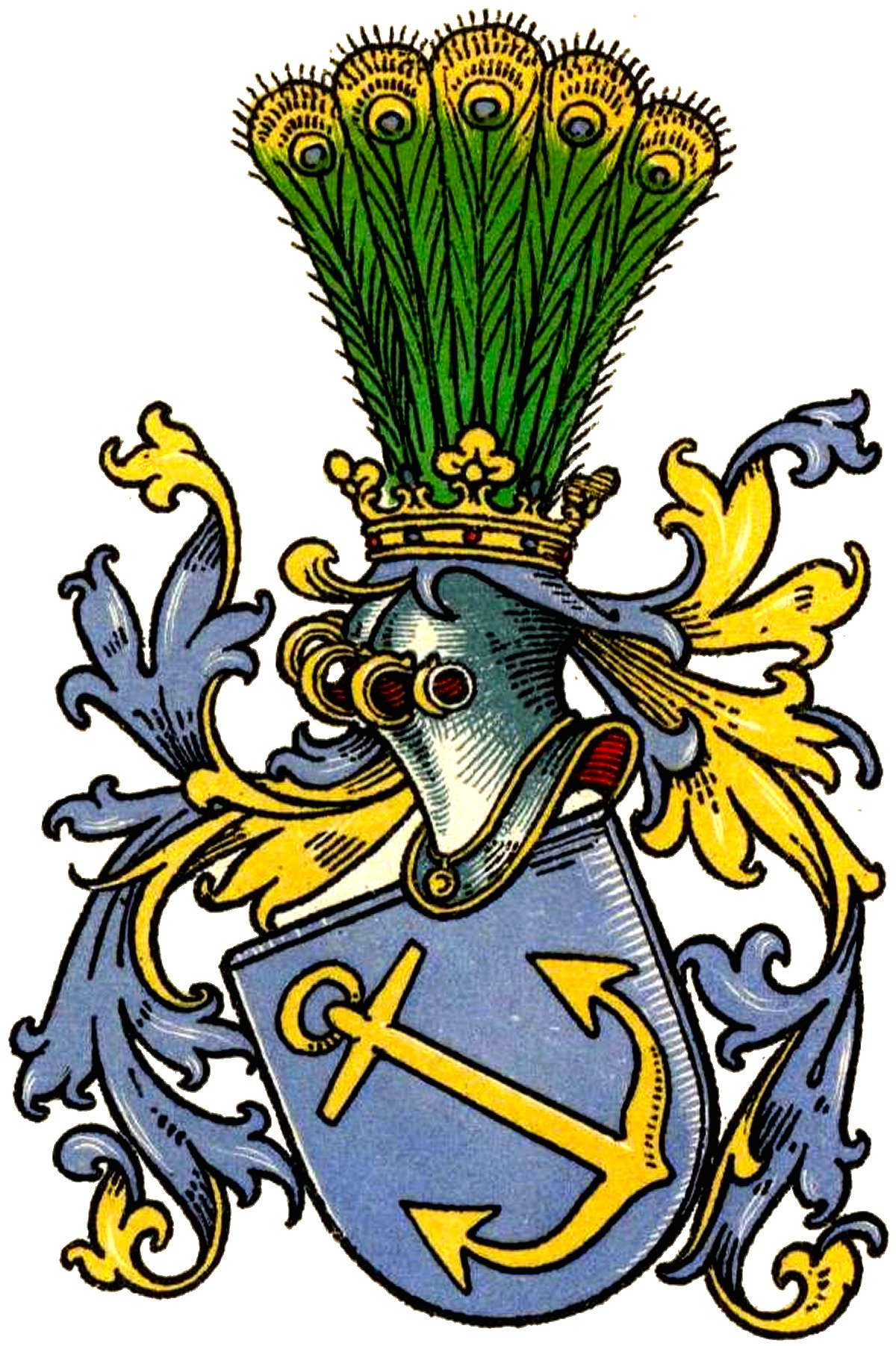
Stammwappen der Grafen zu Lingen

Die Grafschaft Lingen war ein Territorium des Heiligen Römischen Reiches und seit 1702 ein Teil des Königreichs Preußen. Sie gehörte zum westfälischen Reichskreis und war von den Hochstiften Münster und Osnabrück sowie der Grafschaft Tecklenburg umgeben. Sie war unterteilt in eine obere, zu der die Kirchspiele Ibbenbüren, Brochterbeck, Recke und Mettingen gehörten, und eine niedere Grafschaft, zu der die Kirchspiele Baccum, Bawinkel, Beesten, Bramsche, Freren, Lengerich, Lingen, Plantlünne, Schapen und Thuine gehörten. Die Obergrafschaft gehörte später mit dem Kreis Tecklenburg zum preußischen Regierungsbezirk Münster, heute zum Kreis Steinfurt. Die Niedergrafschaft mit einer Fläche von 330 km² wurde mit einigen anderen Gebietsteilen zum Landkreis Lingen vereinigt, der 1977 größtenteils im Landkreis Emsland aufging.

## Geschichte
Die Grafschaft Lingen gehörte zum Stammesherzogtum Sachsen und zum Venkigau. Im Januar 1180 entzog Friedrich Barbarossa dem sächsischen Herzog Heinrich dem Löwen die Reichslehen.

### Graf Nikolaus II. von Tecklenburg-Schwerin (1388–1426)
Während der Regentschaft von Graf Nikolaus II. von Tecklenburg verlor dieser nach dem Krieg mit Bischof Otto IV. von Münster und Bischof Dietrich von Osnabrück Teile seiner Niedergrafschaft Lingen. Er musste Bevergern-Rheine, die Hälfte der Pfarrei Plantlünne und Schapen sowie den Osten-, den Stader und Spellerwald abtreten.

### Graf Nikolaus III. von Tecklenburg-Schwerin (1493–1496)
Die Grafschaft Lingen wurde 1493 von der Grafschaft Tecklenburg abgespalten. Graf Nikolaus III. von Tecklenburg-Schwerin war durch seinen zweitältesten Sohn Nikolaus gezwungen worden, ihm die Herrschaft über den Kernbereich seines Landes zu übergeben und sich selber aufs Altenteil nach Lingen zurückzuziehen (Friedensschluss von Hamm 1493).
1496 starb Nikolaus III. Sein Erbe war sein ältester Sohn Otto III. Er übernahm die Grafschaft Tecklenburg und verdrängte seinen Bruder Nikolaus nach Lingen. Der bezog 1498 als Nikolaus IV. mit seiner Mutter die Burg Lingen.

### Graf Nikolaus IV. von Tecklenburg-Schwerin (1498–1541)
Graf Nikolaus IV. versuchte, sich durch Überfälle auf Kaufleute im benachbarten Bistum Münster zu bereichern. Daraufhin ließ der Bischof von Münster 1518 die Grafschaft Lingen für ein Jahr erobern; Nikolaus IV. musste fliehen. Nach seiner Rückkehr sorgte er dafür, dass Lingen zu einer Festung ausgebaut wurde. Um einen starken Verbündeten zu gewinnen, brachte er 1526 die einstmals unabhängige Grafschaft in das Herzogtum Geldern ein und ließ sie sich gleichzeitig von Herzog Karl von Egmond als Lehen zurückübertragen.
Nikolaus IV. blieb unverheiratet. Eine standesgemäße Heirat verhinderte sein Tecklenburger Bruder, Graf Otto III.: Als Nikolaus sich mit der Gräfin von Nassau-Beilstein verloben wollte, sperrte Otto ihn ein Jahr lang ein, bis er die Heiratspläne aufgab. Otto hingegen hatte geheiratet und einen Sohn bekommen, Konrad, der ihn 1541 beerbte.

### Graf Konrad von Tecklenburg-Schwerin (1541–1547)
Als Nikolaus starb, war Konrad von Tecklenburg-Schwerin, sein Neffe und Graf von Tecklenburg, der nächste Verwandte und erbte die Grafschaft Lingen. Wie vor 1493 waren die Gebiete der Grafschaften Tecklenburg und Lingen wieder in einer Hand.
Es blieb jedoch das Lehen von 1526. Karl von Egmond selbst hatte 1528 Kaiser Karl V. als Lehnsherrn seines Herzogtums anerkennen müssen und war 1538 kinderlos gestorben. Als seinen Erben hatte er den Herzog von Kleve bestimmt. Der Kaiser betrachtete das Herzogtum Geldern jedoch als an ihn zurückgefallen – und damit nach Nikolaus’ Tod auch die Grafschaft Lingen. Hinzu kam, dass Konrad evangelisch war und nun auch in Lingen die Reformation einführte; er gehörte dem Schmalkaldischen Bund evangelischer Herrscher an. 1546 verhängte der katholische Kaiser die Reichsacht über ihn.

### Maximilian von Egmond, Graf von Büren (1547–1548)
Karl V. rückte 1547 mit seinen Truppen heran, die von Maximilian von Egmond, Graf von Büren, angeführt wurden. Obwohl Konrad große Mühen auf den Ausbau der Festung Lingen verwendet hatte, sah er keine Chance gegen die Übermacht. Konrad musste dem Kaiser Karl die Grafschaft Lingen und 25.000 Taler in bar überlassen, damit die Acht aufgehoben wurde. Der Kaiser belehnte den siegreichen Grafen Maximilian mit dem Lingener Land. Maximilian wurde am 29. Juni 1548 Lehnsgraf der Grafschaft Lingen. Er verstarb aber noch im selben Jahr.

### Anna von Egmond, Gräfin von Büren (1548–1550)
Seine Erbin, die 1533 geborene Anna von Egmond, wurde nach dem Tod ihres Vaters Maximilian von Egmond Lehnsherrin. Als sie 1551 den Prinzen Wilhelm von Nassau-Oranien heiraten wollte, stimmte Kaiser Karl V. dieser Heirat nur unter der Bedingung zu, dass die Grafschaft an ihn veräußert wird. Die Grafschaft wurde daraufhin noch 1550 für 120.000 Goldgulden an Kaiser Karl V. verkauft.

### Maria von Ungarn (1550–1555)
Für Kaiser Karl V. war die Grafschaft Lingen ein Standort von strategischer Bedeutung. Aus diesem Grund übertrug Karl V. nach dem Erwerb der Grafschaft diese an seine Schwester Maria von Ungarn, die Statthalterin der Niederlande. Das Lehen wurde ihr am 7. Mai 1550 übertragen. Während ihrer Lehnsschaft wurde 1555 das von alters her geltende Recht zusammengefasst und als „Lingensches Landrecht“ in Kraft gesetzt.

### König Philipp II. (1555–1597)
Bei der Abdankung von Karl V. 1555 übertrug dieser die Grafschaft Lingen zusammen mit seinen südeuropäischen habsburgischen Besitzungen und den burgundischen Ländern auf seinen ältesten Sohn Philipp II., der dadurch König von Spanien wurde.
Die Grafschaft Lingen war nun eine spanische Besitzung und östlicher Außenposten des Weltreiches von König Philipp II. Damit wurde die Grafschaft auch Gegenstand des Achtzigjährigen Krieges zwischen Spanien und den Niederlanden. 1597 eroberte Prinz Moritz von Oranien Lingen.

### Moritz von Oranien (1597–1605)
Fürst Moritz von Oranien eroberte die Grafschaft Lingen beim Feldzug von 1597 für die Utrechter Union. 1605 wurde die Grafschaft vom spanischen Feldherren Ambrosio Spinola zurückerobert.

### Weitere Geschichte
Von 1605 bis 1632 hatten die Spanier nochmals die Grafschaft inne, nach deren Abzug aber wieder das Haus Nassau-Oranien. Im Holländischen Krieg eroberte das Hochstift Münster 1672 die Obergrafschaft, musste diese jedoch 1674 wieder den Oraniern überlassen. Nach dem Tod König Wilhelms III. von England im Jahr 1702 erbte König Friedrich I. in Preußen die Grafschaft Lingen, die er 1707 wieder mit der käuflich erworbenen Grafschaft Tecklenburg vereinigte. Eine westliche territoriale Erweiterung der Grafschaft erfolgte im Jahr 1802 durch die Säkularisation des Hochstiftes Münster.

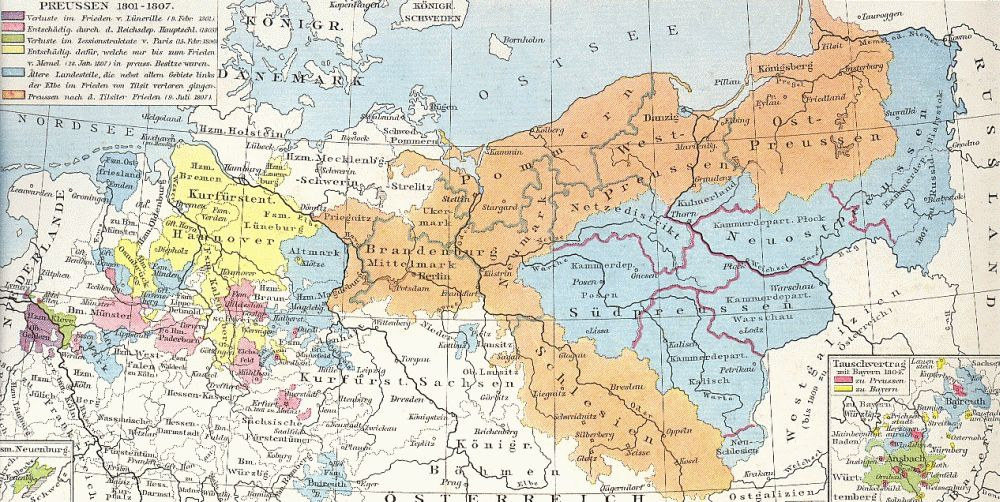
Preußen von 1801 bis 1806

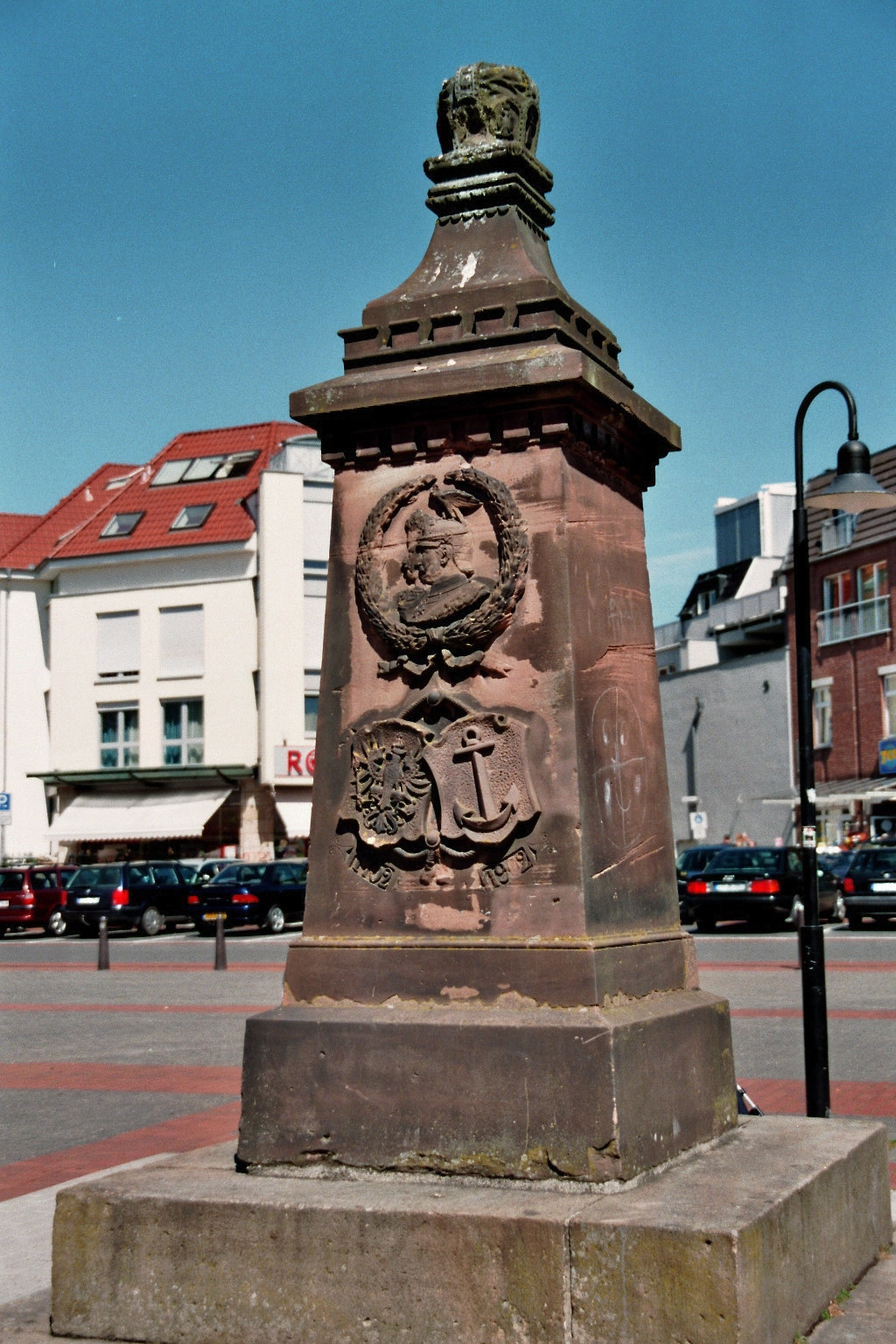
Das Preußendenkmal in Ibbenbüren wurde 1902 anlässlich der 200-jährigen Zugehörigkeit der Obergrafschaft Lingen zum Königreich Preußen aufgestellt.

1807 wurde die Grafschaft von den Franzosen besetzt. 1809 wurde sie dem Großherzogtum Berg (Département Ems) und 1810 an Frankreich (Departement Oberems) übertragen. Die Befreiungskriege beendeten im November 1813 die französische Herrschaft. 1814 fiel die Grafschaft wieder an Preußen; aber durch den Verzicht Preußens auf die Niedere Grafschaft Lingen wurde 1815 Lingen gemäß Art. 27 der Schlussakte des Wiener Kongresses ein Teil des damals neugegründeten Königreiches Hannover. Durch die Kulturverordnung vom 25. Juni 1822 sowie den Nachtrag vom 12. März 1824 erging die rechtliche Weisung zur Simultannutzung der protestantischen Kirchen und Schulen in der Grafschaft. Diese Verordnung wurde aber schon 1827/1830, aufgrund des nicht endenden Streites um die Kirchennutzung, wieder aufgehoben. Zudem wurde 1824 die Niedergrafschaft Lingen durch Papst Leo XII. mit dem Bistum Osnabrück vereinigt.
Im Heldermannpark in Ibbenbüren erinnert das Preußendenkmal an die Verbindung Lingen–Preußen. Es wurde 1902 anlässlich der 200-jährigen Zugehörigkeit der Obergrafschaft Lingen zum Königreich Preußen auf dem Oberen Markt aufgestellt. Nachdem es zwischenzeitlich an der Wertmühle und auf dem Neumarkt stand, wurde es 2018 in den Heldermannpark umgesetzt.